# Бой у Новодвинской крепости
Бой у Новодви́нской кре́пости — бой в дельте Северной Двины, у острова Линский Прилук в самом начале Великой Северной войны (1700—1721), произошедший 25 июня (6 июля)  1701 года, в ходе которого был разгромлен авангард шведской эскадры, направлявшейся в Белое море для уничтожения города Архангельска. Война велась Россией против Швеции за выходы к Балтийскому морю, и эта победа стала первой победой русского оружия в Северной войне.

## Предыстория
После поражения под Нарвой 19 (30) ноября 1700 года, при котором российская армия понесла большие потери и почти вся российская полевая артиллерия попала в руки шведов, перед царём Петром встала задача формирования новой боеспособной армии. Существующая в то время рекрутская система набора солдат позволяла в довольно короткие сроки восполнить людские потери, но снабжение армии оружием, боеприпасами и амуницией представляло серьёзную проблему. Только ещё зарождавшаяся отечественная промышленность не была в состоянии выполнить военные заказы, многое приходилось закупать за границей.
Главным морским портом, через который в то время Россия могла получать необходимые для продолжения войны товары, был Архангельский город (так тогда именовался Архангельск). Шведы могли нарушить российскую торговлю с европейскими странами, тем более, что сделать это можно было одним ударом — уничтожив порт Архангельск. На рубеже XVII—XVIII веков Швеция обладала одним из сильнейших военно-морских флотов в Европе и могла послать эскадру в любую точку балтийского побережья для решения такой задачи. Русские могли противопоставить в Архангельске Беломорскую флотилию из нескольких небольших кораблей, в том числе 12-пушечную яхту «Святой Петр». Но этих сил было мало, поэтому через месяц после Нарвской «конфузии» 17 декабря 1700 года Пётр издаёт указ о строительстве новой крепости для защиты подступов к Архангельску со стороны моря.
Вскоре в Москве стало известно, что шведский король Карл XII принял решение снарядить эскадру для нападения на Архангельск. Поэтому из Москвы неоднократно посылались на Северную Двину указания приступить к возведению новой крепости как можно быстрее, но зимой в снег и стужу это выполнить было невозможно. Только в конце апреля 1701 года двинской воевода А. П. Прозоровский донес царю о начале подготовительных работ на острове Линский Прилук, который был выбран под крепостное строительство как самое подходящее для этого место.
В первых числах июня посол России в Дании стольник А. П. Измайлов сообщил из Копенгагена, что шведы уже приступили к снаряжению кораблей для нападения на Архангельск и подыскивают штурманов, которые бывали в Белом море и самом городе. 7 июня шведская эскадра в составе 7 кораблей вышла из Гётеборга с задачей уничтожить портовые сооружения Архангельска. В состав эскадры не были включены линейные корабли, так как они не смогли бы пройти сложным фарватером по Двине.

#### Состав шведской эскадры
| тип корабля | название   | количество пушек | численность состава | капитан                                 |
| ----------- | ---------- | ---------------- | ------------------- | --------------------------------------- |
| фрегат      | Варборг    | 42               | 266                 | Командор Лёве, капитан К. Х. Вахмейстер |
| фрегат      | Эльфсборг  | 40               | 264                 | Капитан Эрик Стробилль                  |
| фрегат      | Марстранд  | 26               | 133                 | Улуф Кнапе                              |
| флейт       | Сулен      | 4                | 91                  | Н. Скрюф                                |
| шнява       | Мьёхунден  | 6                | 35                  | Лейтенант Ханс Шёшерна                  |
| галиот      | Фалькен    | 5                | 11                  | Лейтенант Самуэль Рульфик               |
| галиот      | Тёва-литет | 4                | 28                  | Лейтенант А.Мурен                       |

Из Москвы в Архангельск срочно отправляются требования ускорить работы по строительству крепости и усилить воинский контингент в устье реки Северная Двина. Но поскольку, на защиту недостроенной крепости рассчитывать не приходилось, царь Пётр I указал воеводе Прозоровскому организовать возведение временных земляных укреплений на островах двинской дельты. При этом, ввиду особой важности этих фортификаций, в указе подробно было расписано где, что и как следует построить, оговорены основные принципы организации обороны и взаимодействия между огневыми позициями при отражении неприятеля, определено количество солдат гарнизонов новопостроенных укреплений.
План этих фортификационных укреплений разработал инженер Георг Резе (немец, на русской службе с 1696 года) — автор проекта новой крепости. По его чертежам в непосредственной близости от строящейся крепости и частично на её территории были возведены несколько артиллерийских позиций.
Согласно собственноручному чертежу Резе, датированному концом июня 1701 года, на правом берегу Корабельного рукава Северной Двины на острове Линский Прилук и на расположенном напротив строящейся крепости острове Марков возвели целый комплекс временных земляных укреплений. Его основу составила 14-пушечная «болшая батерия» (так на плане), возведённая по контуру только что заложенного северо-западного крепостного бастиона. К северо-востоку от неё расположили цепь позиций, состоящую из двух 5-пушечных батарей и редута, оснащенного одним орудием. На острове Марков отстроили сложную в плане 11-пушечную батарею. Орудия на всех батареях были защищены земляными брустверами и могли вести огонь через устроенные в них амбразуры. Осуществлялось патрулирование берегов, с реки были убраны все навигационные знаки.
Только 12 (23) июня царю Петру стало известно, что шведская эскадра, снаряжённая для каперских действий в Белом море и нападения на Архангельск, вышла в море. Тотчас же на Двину отправляется грамота, которой воевода Прозоровский извещается об этом, и ему снова даются указания приложить все силы для обороны Архангельска и всего Северного края. Но грамота эта опоздала. В Архангельске она была получена 25 июня (6 июля), когда у строящейся крепости уже происходили боевые действия.
Около месяца потребовалось неприятельской эскадре, чтобы обогнуть Скандинавский полуостров, пройти вдоль Кольского полуострова и войти в Горло Белого моря. Там у небольшого острова Сосновец 22 июня (3 июля) шведы захватили промысловый карбас и выяснили, что его кормщик Иван Седунов (по прозвищу Рябов) неоднократно бывал в Архангельске и знает расположение безопасного фарватера, ведущего от моря к архангелогородским пристаням. Под угрозой смертной казни Седунов дал согласие на сотрудничество и службу шведам в качестве лоцмана.

## События у острова Мудьюг
К исходу 24 июня шведская эскадра под флагами нейтральных стран подошла к острову Мудьюгский, расположенному у входа в дельту Северной Двины. Утром 25 июня (6 июля) шведам удалось захватить бот военного караула, прибывшего для досмотра, со стрелецким отрядом таможенников (16 человек под командованием капитана Николая Тихоновича Крыкова) и захватить переводчика Дмитрия Борисова, необходимого для общения с русскими. На военном совете, собранном командующим эскадрой, было решено из-за неясности обстановки в устье Двины сначала выслать вперёд разведывательный отряд из трёх кораблей, который должен был произвести рекогносцировку. Основная же часть эскадры должна была оставаться у острова Мудьюг в ожидании исхода разведывательной операции.

## Сражение
25 июня (6 июля) авангард шведского отряда под командованием Карла Ханса Вахтмейстера в составе галиотов «Фальк» (6 пушек), «Тёва-литет» (4 пушки), а также шнявы «Мьёхунден» (6 пушек) с отрядом морской пехоты на борту — всего 120 человек, начал продвижение в сторону Архангельска. Вечером на подходе к строящейся Новодвинской крепости шведские корабли, шедшие под флагами нейтральных стран, были замечены на расстоянии одного километра от крепости, и им навстречу вышли два баркаса с досмотровой партией в составе 13 солдат и 4 гребцов. Командовал этим отрядом командир Холмогорского Гайдуцкого полка Григорий Животовский. Когда баркас с Животовским подошёл к головной шняве, с неё был спущен трап и поступило предложение подняться на палубу. Но русский вперёдсмотрящий солдат вовремя предупредил Животовского, что увидел сквозь приоткрытый орудийный порт на корабле много вооружённых людей, залёгших на нижней палубе. Животовский тут же дал приказ грести обратно, но шведы открыли огонь. Баркасы были обстреляны картечью из корабельных орудий и ружейным огнём десанта, при этом русские потеряли 4 солдат и 2 гребцов убитыми и несколько человек раненными: «И с тех де воинских воровских кораблей учали по ним из пушек стрелять и выстрелили по ним дробью и с трёх пушек и из мелкого ружья стреляли ж и убили у него, Григория (Животовского), писаря да трёх человек солдат и двух человек работных людей. И его, Григория, да сержанта ранили». В перестрелке шведский лейтенант Шёшерна, капитан «Мьёхундена», был убит выстрелом из мушкета. Именно это имеет в виду русский источник, когда сообщает: «Солдат Леонтий Огжеев… убил… на фрегате неприятельского капитана до смерти». Шведские корабли, спустив гребной баркас, попытались догнать уходящие русские баркасы, но очень быстро сели на мель, о существовании которой умолчал бывший у шведов в плену русский лоцман Иван Седунов (Рябов). На мель сели галиот «Фальк» и шнява «Мьёхунден». Второй галиот, шедший концевым, остался на глубокой воде. Все попытки сняться с песчаной мели с помощью верп-анкеров были безрезультатны из-за начавшегося отлива. За это русские пленные — толмач Борисов и лоцман Седунов были расстреляны в каюте. Неподвижные шведские корабли оказались в 200—250 метрах от берега, на котором было оборудовано несколько русских артиллерийских батарей, открывших по неподвижным кораблям беглый огонь. Из-за ранения Животовского командование осуществляли Иевлев и Резе.
Шведские корабли сели на мель во время движения к берегу, поэтому они не могли отвечать бортовыми пушками и быстро проиграли артиллерийскую дуэль с русскими батареями. Получив попадания и лишившись парусов, шведы покинули севшие на мель корабли и эвакуировались на «Тёва-литет», успев при этом взорвать «Мьёхунден». По другой версии русские солдаты, захватив «Мьёхунден», попытались развернуть шведские орудия и открыть из них огонь в сторону третьего неприятельского корабля, но воспламенился порох, рассыпанный по палубе, и прогремел взрыв.
Трофеями русских стал 6-пушечный галиот «Фальк» и пушки уничтоженной шнявы (всего 12 пушек), а также 5 шведских флагов, 200 ядер и множество различного имущества. Лоцман Седунов-Рябов смог спастись, притворившись убитым и доплыв, будучи раненным, до берега, вынеся и тело погибшего Борисова.

## Последствия
Попытка шведов с помощью рейдовой операции отряда кораблей прорваться к Архангельску и уничтожить основной центр русской внешней торговли не удалась. Потеряв два корабля, шведы были вынуждены отойти от Архангельска и занялись разорением побережья Двины и Белого моря. Захваченные в плен у острова Мудьюг капитан Крыков и ротный писарь Рязанцев (Резанцов) Иван, были увезены в Швецию и были освобождены только в 1710 году. Шведы потерпели поражение в силу хорошей работы русской разведки, предупредившей царя Петра ещё на стадии подготовки рейда, что позволило вовремя укрепить береговую оборону. На ход самого сражения оказал влияние героизм пленного лоцмана Седунова (Рябова), а также отличная маскировка береговых батарей, которые оставались незамеченными вплоть до открытия огня.
Знамя Холмогорского Гайдуцкого полка хранится в Архангельском краеведческом музее.